# Südtiroler Ordnungsdienst

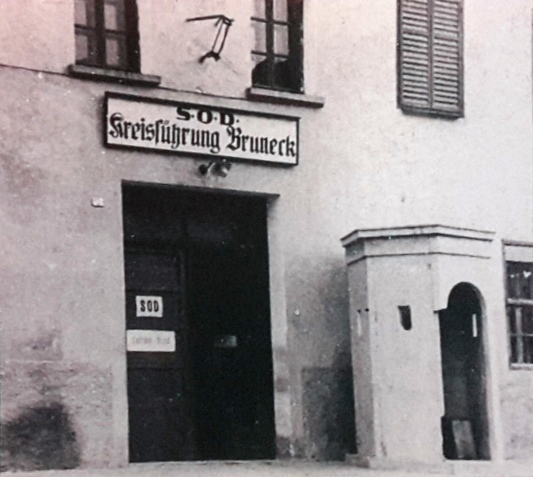
Kreisleitung des SOD in Bruneck

Der Südtiroler Ordnungsdienst (ursprünglich Sicherungs- und Ordnungsdienst, Abkürzung SOD) war zwischen 1943 und 1944 eine polizeiähnliche Hilfstruppe in Südtirol während der Zeit der Operationszone Alpenvorland.

## Vorgeschichte
Als sich im Sommer 1943 der Einmarsch deutscher Truppen in Norditalien abzeichnete (siehe Waffenstillstand von Cassibile, Fall Achse), formierte sich in Südtirol aus Kreisen der Arbeitsgemeinschaft der Optanten für Deutschland der spätere SOD.

## Geschichte

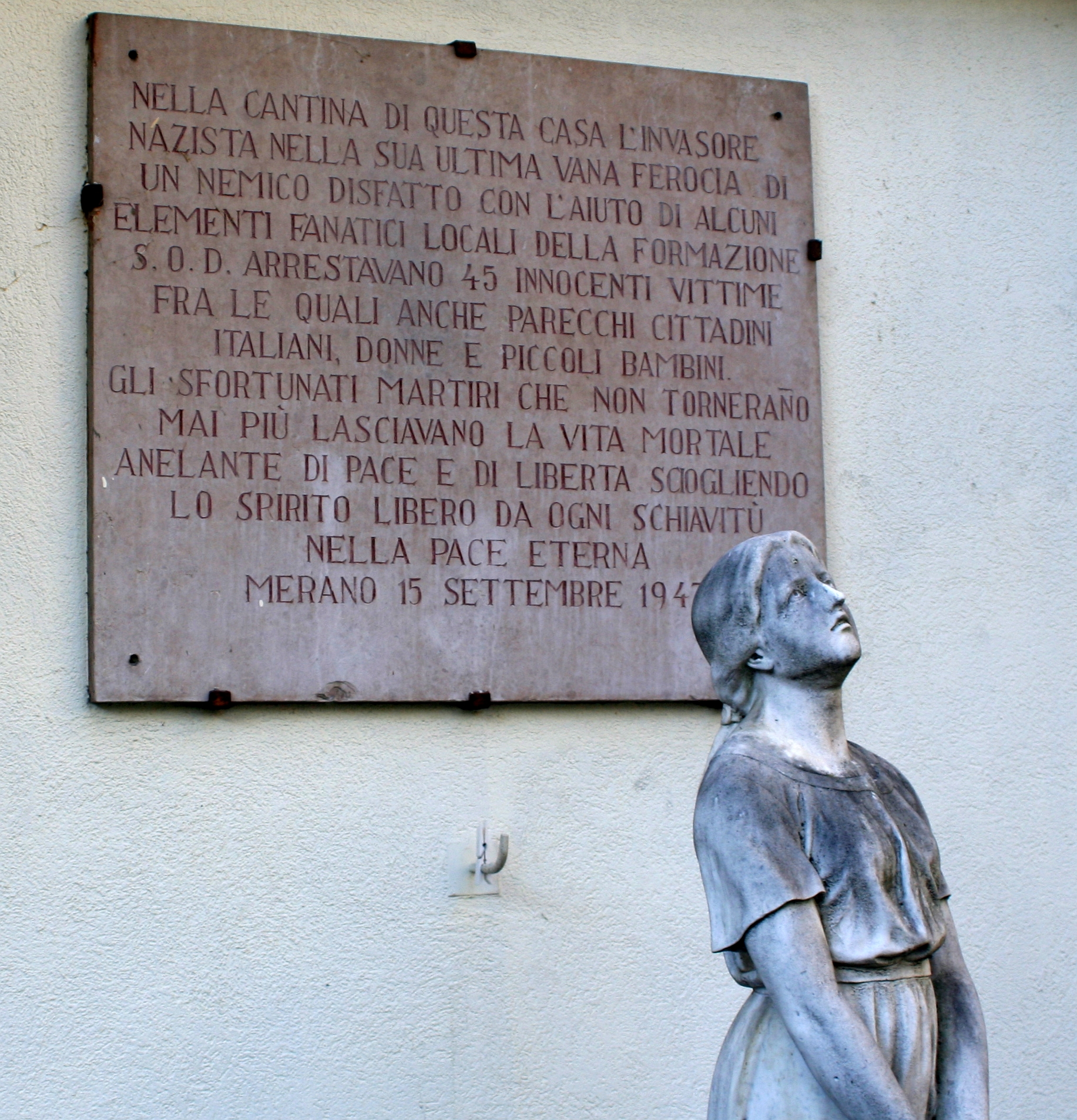
Denkmal für die unter Mitwirkung des SOD deportierten Juden Merans

Nur drei Tage nach Einmarsch der Deutschen wurde der SOD durch General Erwin Rommel offiziell als „Selbstschutz“ anerkannt. Seine Mitglieder wurden mit italienischen Beutewaffen ausgerüstet. Sie hatten Anteil an der Entwaffnung und Gefangennahme der verbleibenden italienischen Truppen. Einige Kommandos der SOD suchten nach versprengten italienischen Soldaten, wobei es auch zu Morden kam. Mitglieder des SOD waren – entsprechend einer Anweisung von SS-Brigadeführer Karl Brunner – auch an der Verhaftung der in Meran verbliebenen Juden beteiligt. Dasselbe galt für Bozen, wo unmittelbar nach dem deutschen Einmarsch schon am 9. September 1943 von den SOD-Mitgliedern Josef Clementi und Paul Knapp Mitglieder der Familie Carpi denunziert und verhaftet wurden.
Aufgaben des SOD waren: Gebäudeschutz, Überwachung der Einhaltung der Verdunkelung, Überwachung der Bahnanlagen, Aufräumarbeiten nach Bombenangriffen etc.
Der SOD war anfangs eine aus Zivilisten bestehende Truppe von Freiwilligen. Ab November 1943 war es den Wehrpflichtigen möglich, statt zur Wehrmacht oder SS, beim SOD den Kriegsdienst zu leisten.
Die Mitgliederzahlen stiegen von 6.000 (Ende September 1943) bis auf 17.000 im Mai 1944.

## Auflösung
Der SOD wurde am 1. August 1944 in die Landwacht überführt.